# Umspannplattform

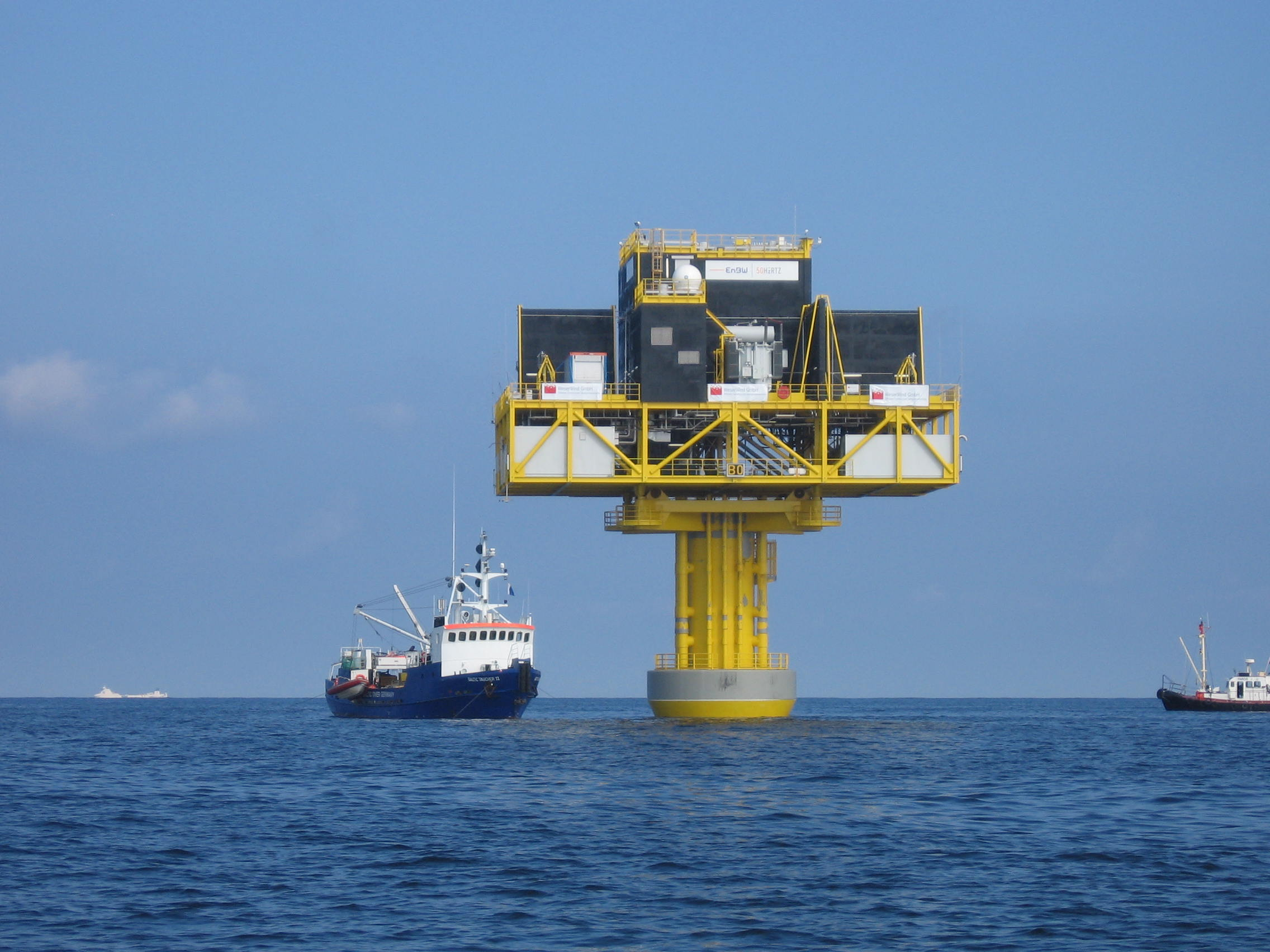
Umspannplattform des Offshore-Windparks Baltic 1

Eine Umspannplattform ist eine Umspannstation bzw. ein Umspannwerk, das auf einer Offshore-Plattform im offenen Meer installiert ist. Diese Bauwerke sind vor allem bei Offshore-Windparks gebräuchlich, könnten zukünftig aber auch in Verbindung mit anderen Meereskraftwerken in küstenferner Lage zum Einsatz kommen.

## Technischer Aufbau und Funktion

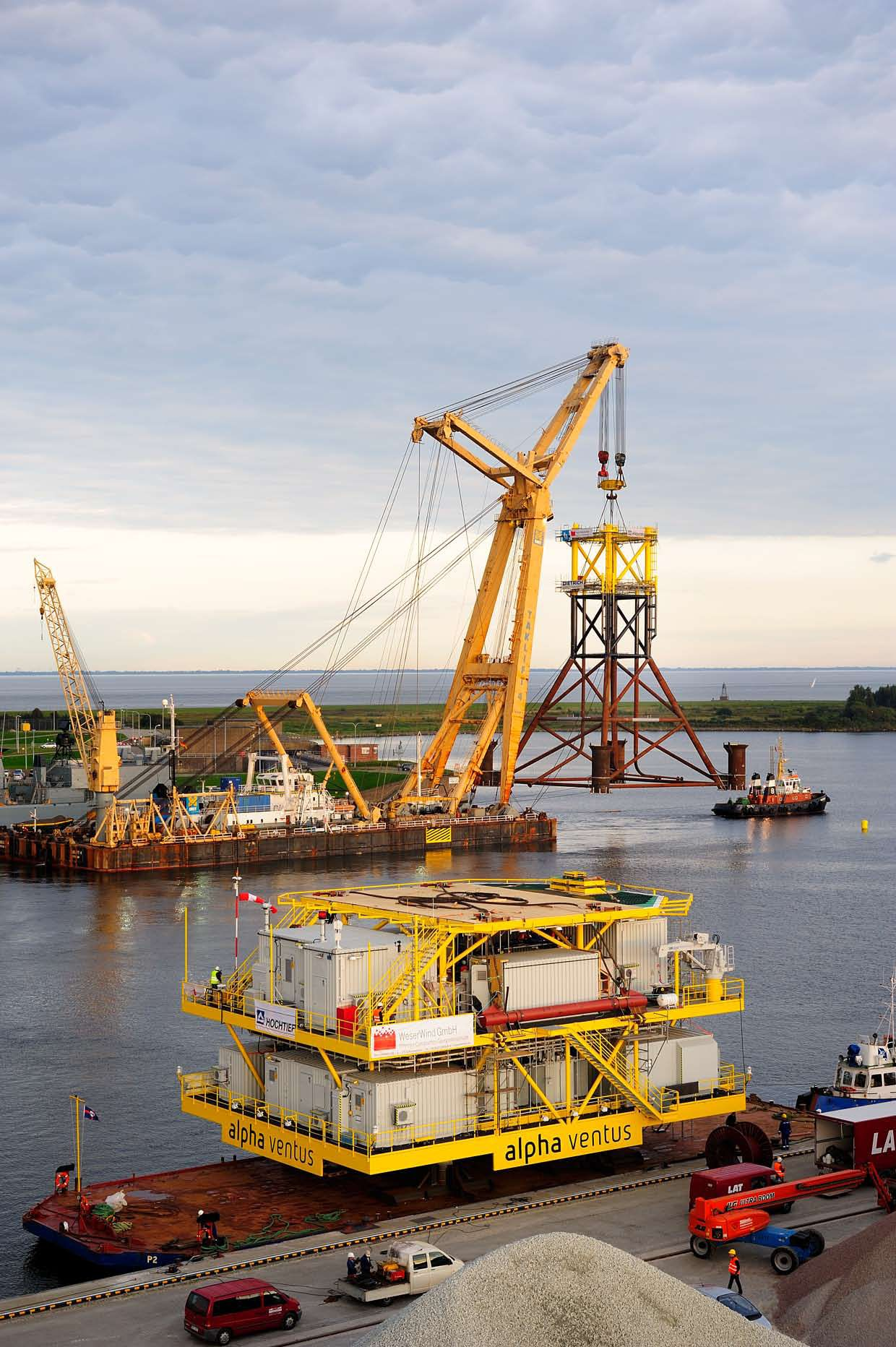
Die Transformator-Plattform „alpha ventus“ und deren Untergestell bei der Verladung (im Hintergrund)

Lage der Umspannplattformen in den Windparks der Deutschen Bucht

Die Umspannplattform dient dazu, die Verluste und den Aufwand für die Übertragung der elektrischen Energie von den Offshore-Windparks zum Festland zu reduzieren.
Die einzelnen Windenergieanlagen (WEA) eines Offshore-Windparks sind üblicherweise in Gruppen (Cluster) aufgeteilt; die WEA jedes Clusters sind jeweils durch Seekabel miteinander verbunden, die ringförmig oder strahlenförmig im Windpark zur Umspannstation verlegt sind. Ein Kabel überträgt typischerweise eine Leistung von weniger als 30 MW; große Windparks mit mehreren hundert Megawatt Leistung benötigen daher entsprechend viele solcher Kabel. Die Station mit dem Transformator auf der Plattform dient als Sammelpunkt. In der Station wird der erzeugte Strom vom parkinternen Spannungsniveau, typischerweise 26–33 kV, auf das Spannungsniveau des Hochspannungsnetzes, typischerweise im Bereich 100–220 kV, transformiert. Hierdurch werden zum einen die elektrischen Übertragungsverluste auf dem Weg zur Küste gemindert. Zum anderen können die abgehenden Kabel durch die höhere Spannung eine erheblich höhere Leistung übertragen, wodurch die Anzahl der zu verlegenden Kabel zum Festland (oder bei Hochspannungs-Gleichstrom-Übertragung (HGÜ) zur Stromrichter-Station) reduziert wird.
Es ist ebenfalls möglich, auf eine Umspannstation zu verzichten bzw. diese an Land zu errichten. Solche potentiellen Ausnahmen bilden etwa küstennahe Standorte bis etwa 15 Kilometer Entfernung vom Festland, kleine Windparks mit wenigen Anlagen und einer Leistung von weniger als 100 MW oder Parks, deren internes Spannungsniveau der Netzspannung am Einspeisepunkt entspricht.
Für sehr große Windparks und/oder küstenferne Standorte mit Entfernungen über 25 km wird die Hochspannungs-Gleichstrom-Übertragung (HGÜ) eingesetzt (s. a. Offshore-HGÜ-Systeme). In diesem Fall wird die Stromrichterstation auf einer weiteren Plattform in der Nähe einer oder mehrerer Offshore-Windparks untergebracht. Die erste Anlage dieser Art im deutschen Raum ist die Konverter-Plattform „Borwin alpha“ der HGÜ BorWin1. Manche moderne Offshore-Windparks nutzen darüber hinaus eine Innerparkverkabelung mit einer Übertragungsspannung von 66 kV, die direkt mit der Konverterplattform verbunden ist. Auf diese Weise kann auf die Umspannplattform verzichtet werden, was die Netzanbindung günstiger macht.
Wegen der beengten Platzverhältnisse und der Korrosionsgefahr durch die salzhaltige Meeresluft wird bei Umspannplattformen die Schaltanlage in gekapselter SF6-Technik ausgeführt.

## Weitere Aufgaben
Neben der elektrotechnischen Funktion dienen Umspannplattformen häufig auch als Stützpunkt für Aufbau-, Wartungs- und Revisionsarbeiten am Windpark. Sie verfügen daher häufig über Serviceräume sowie Mannschaftsquartiere für mehrere Dutzend Menschen. Für den An- und Abtransport von Material und Personal ist üblicherweise ein Helideck vorhanden, sowie die Möglichkeit, mit Versorgern oder anderen Schiffen anzulegen.